# Lajos Szentgáli
Dans le nom hongrois Szentgáli Lajos, le nom de famille précède le prénom, mais cet article utilise l’ordre habituel en français Lajos Szentgáli, où le prénom précède le nom.
Lajos Szentgáli  ([ˈlɒjoʃ], [ˈsɛntgaːli]), né le 7 juin 1932 à Budapest et décédé le 2 novembre 2005 dans la même ville, est un athlète hongrois, spécialiste des courses de demi-fond.

## Biographie
Lors des Championnats d'Europe 1954, à Berne, Lajos Szentgáli remporte la médaille d'or du 800 mètres dans le temps de 1 min 47 s 1, la meilleure performance de sa carrière sur la distance et le record des championnats, devant le Belge Lucien De Muynck et le Norvégien Audun Boysen.
Il participe aux Jeux olympiques de 1952 et de 1956 où il s'incline dès les séries.

### Palmarès
| Date | Compétition           | Lieu      | Résultat | Épreuve |
| ---- | --------------------- | --------- | -------- | ------- |
| 1954 | Championnats d'Europe | Berne     | 1er      | 800 m   |
| 1958 | Championnats d'Europe | Stockholm | 5e       | 800 m   |

### Records
| Épreuve | Performance  | Lieu  | Date         |
| ------- | ------------ | ----- | ------------ |
| 400 m   | 48 s 0       |       | 1955         |
| 800 m   | 1 min 47 s 1 | Berne | 28 août 1954 |